# جيرارد كي أونيل
جيرارد كي أونيل (بالإنجليزية: Gerard K. O'Neill )‏ (و. 1927 – 1992 م) هو فيزيائي، وعالم فلك، وأستاذ جامعي من الولايات المتحدة الأمريكية . ولد في بروكلين .
توفي في ريدوود، كاليفورنيا، عن عمر يناهز 65 عاماً. بسبب ابيضاض الدم .

## التعليم
تعلم في جامعة كورنيل، وكلية سوارثمور

## مناصب وهيئات
أدار جامعة برنستون، وجامعة ستانفورد.

## الخدمة العسكرية
خدم في بحرية الولايات المتحدة.

## روابط خارجية
- جيرارد كي أونيل على موقع الموسوعة البريطانية (الإنجليزية)